# Program Restytucji Populacji Sokoła Wędrownego w Polsce
Program Restytucji Populacji Sokoła Wędrownego w Polsce – program opracowany przez sokolników, myśliwych i przyrodników zainteresowanych odbudową populacji tego gatunku, z inicjatywy ówczesnego wojewódzkiego konserwatora przyrody we Włocławku Czesława Sielickiego.  Porozumienie o powołaniu Programu podpisali w roku 1993 przedstawiciele Wojewody Włocławskiego, Wojewody Krakowskiego, Zarządu Głównego PZŁ i Fundacji Aktywnej Ochrony Ptaków Ginących.
Program, po zaopiniowaniu przez Państwową Radę Ochrony Przyrody, został zatwierdzony przez Ministra Ochrony Środowiska, Zasobów Naturalnych i Leśnictwa (obecnie Minister Środowiska).
Pracami na rzecz odtworzenia populacji sokołów w Polsce kieruje Rada Programu, złożona z szefów ośrodków hodowli tego gatunku oraz przedstawicieli instytucji zajmujących się sokołem (między innymi Stowarzyszenie na rzecz Dzikich Zwierząt "Sokół", Polski Związek Łowiecki, Gniazdo Sokolników, Polski Zakon Sokolników) .
Najważniejszym celem Programu jest odbudowa populacji nadrzewnej sokoła wędrownego, niegdyś charakterystycznej dla obszaru Polski.
Podstawowe elementy Programu to hodowla sokołów, ich reintrodukcja, obrączkowanie reintrodukowanych ptaków oraz monitoring odbudowującej się populacji, w tym instalowanie sztucznych gniazd i obrączkowanie piskląt.
Od 2010 roku Stowarzyszenie na rzecz Dzikich Zwierząt "Sokół" prowadzi Program na nowych zasadach, opartych na doświadczeniach podobnego Programu zrealizowanego w Niemczech. Główne zasady nowego Programu to koncentracja reintrodukcji w ograniczonej liczbie lokalizacji, preferowane wypuszczanie samców jako kluczowych dla powodzenia Programu oraz ścisła współpraca z leśnikami i skierowane do nich programy edukacyjne.